# Lampropeltis triangulum sinaloae
Lampropeltis triangulum sinaloae Williams, 1978, comunemente noto come Serpente del latte di Sinaloa o Falso corallo di Sinaloa, è un serpente oviparo non velenoso della famiglia dei colubridi. È uno dei serpenti del latte più comunemente allevati in cattività, e da più tempo. È una specie  abbastanza docile e raramente morde. Tuttavia, se maneggiato, può rilasciare un essudato dall'odore pungente dalla cloaca come arma di difesa. Il serpente del latte di Sinaloa abita le terre aride rocciose e semi-aride del sud-ovest di Sonora, Sinaloa e del sud-ovest di Chihuahua ( Messico ).
Il serpente presenta una colorazione prevalentemente rosso sangue con anelli distinti o bande nere inframezzate da più sottili color crema, biancastre o (raramente) giallo crema chiaro. Gli anelli rossi sono delimitati vicino al bordo delle ventrali da pigmento nero, lasciando il centro della triade (sul lato ventrale) con un bianco crema. Il serpente del latte di Sinaloa si distingue facilmente dalle altre sottospecie per le bande rosse molto larghe che sono molto più prominenti rispetto alla maggior parte delle altre sottospecie (molto più larghe delle bande nere). Gli esemplari melanistici, ovvero con tendenza ad assumere una colorazione scura, sono rarissimi, e gli esemplari albini in natura sono praticamente inesistenti. Per questa ragione, in terraristica, è diffusa la pratica di incrociare i serpenti del latte di Sinaloae con i serpenti del latte di Nelson (Lampropeltis triangulum nelsoni), in modo da trasmettere loro il gene dell'albinismo. La differenza tra un Sinaloa puro ed un ibrido sta nella proporzione tra le bande rosse e il motivo nero-bianco-nero: un Sinaloa purò ha in media 12 fasce rosse dal capo alla coda, che diventano 18-20 in un ibrido o in un Serpente del Latte di Nelson. Nonostante ciò, gli ibridi ottenuti sono molto apprezzati e ricercati nel mercato della terraristica. La testa è nera con una fascia color crema appena dietro gli occhi nella parte superiore della testa. Il ventre è bianco crema. Gli adulti completamente cresciuti possono raggiungere una lunghezza di ca. 120 cm. o più in alcuni casi. Come altri serpenti del latte, il serpente del latte di Sinaloan è molto agile. 
Il serpente del latte di Sinaloa abita le regioni semidesertiche secche, aride e rocciose nel sud-ovest di Sonora, Sinaloa e nel sud-ovest di Chihuahua, in Messico . Si trovano facilmente durante il giorno mentre riposano sotto rocce piatte, in fessure rocciose o sotto piante di cactus. Nelle zone prossime all'urbanizzazione si trovano anche nei fienili e sotto le cataste di legna. Come altri serpenti del latte, il serpente del latte di Sinaloa è notturno e si nutre al buio e di notte. I serpenti del latte sono mangiatori molto più opportunisti dei serpenti volpe (Elaphe vulpina) o dei serpenti del grano. Sono noti per consumare una varietà di animali tra cui roditori, uova, uccelli, rettili, anfibi e invertebrati . Tuttavia, la dieta di un serpente del latte adulto consiste principalmente di roditori. Il nome comune "Serpente del Latte", è legato alla tradizione popolare, che vuole questi serpenti ghiottissimi di latte, e capaci di andarlo a suggere direttamente dalle mammelle delle mucche. In realtà l'ambiente della stalla, frequentato da roditori, è un attraente luogo di caccia per un serpente, e i depositi di letame e paglia marcia sono ideali per la deposizione delle uova o semplicemente come riparo. Stessa "diceria" è riferita, nelle nostre campagne, al Cervone (Elaphe quatuorlineata) ed al Colubro di Esculapio (Zamenis longissimus), assidui frequentatori delle stalle e dei pascoli. 
Il serpente del latte di Sinaloa si accoppia dall'inizio di maggio alla fine di giugno, a volte due volte l'anno. Il periodo di brumazione va da novembre a febbraio. La femmina depone da 4 a 15uova di forma oblunga e consistenza cuoiosa sotto legno marcio, assi, rocce e vegetazione in decomposizione. Le uova si schiudono dopo circa 60 giorni. Come altri membri della famiglia dei serpenti reali, il serpente del latte di Sinaloan a volte mangia altri serpenti, anche velenosi, vantando una certa immunità al loro veleno.
I serpenti del latte di Sinaloa si adattano bene in cattività se tenuti in terrari ben arredati, che soddisfino la timidezza innata di questo rettile. Quindi è necessario un buon fondo di torba o trucioli, con vari nascondigli, alcuni dei quali contenenti materiale umido, utili per completare le mute o alle femmine per deporre le uova. La temperatura ideale per questi serpenti è attorno ai 28 gradi, ma devono avere la possibilità di ripararsi in zone più fresche. Questi rettili si riproducono abbastanza facilmente, se è consentito loro di trascorrere un "inverno artificiale", ovvero un periodo dove le temperature notturne scendano attorno ai 15-18 °C e le diurne non superino i 22-24 °C. In questo modo la spermatogenesi è stimolata nei maschi, come la produzione di oociti nelle femmine. Alla ripresa della bella stagione, i serpenti si accoppiano, per poi deporre, in prima estate, da 4 a 12 uova di forma allungata, che schiudono in 50-70 giorni se incubate tra i 25 e i 28 gradi, dando vita a piccoli già autosufficienti.
In cattività una dieta a base di roditori scongelati, integrata saltuariamente con vitamine, con pasti a cadenza dieci-quindicinale, è sufficiente a garantire una vita lunga 15-20 anni a questi rettili. Di carattere schivo, piuttosto che mordere tentano di reagire al maneggiamento con fughe precipitose e scomposte. Sebbene si abituino gradualmente a tollerare di essere maneggiati, come tutti i serpenti è bene limitare il contatto alle necessarie operazioni di pulizia e controllo della salute dell'animale